# Abspliss
Abspliss, oder in älterer Schreibweise Abspliß, bezeichnet in der Siedlungsgeographie und im Bergbau eine Abspaltung.

## Siedlungsgeographie
Abspliss im Sinne von abgetrenntes Grundstück bezeichnet eine von einer Hauptsiedlung abgespaltene Nebensiedlung, die in besonderem Rechtsbezug zu der Hauptsiedlung steht. Insbesondere im Mittelalter entstanden aus Absplissen von Haupthöfen benachbarte Nebenhöfe, die heute eigenständige Ortslagen sind.
Das Sprichwort „Der Abspliss soll wieder in die Sale gelten“ zielt auf die Problematik ab, dass durch Erbteilung entstandene Absplisse zu nicht mehr wirtschaftlich nutzbaren Kleinflächen führen und es angestrebt werden soll, diese wieder zu einer Wirtschaftseinheit zu vereinen.

## Bergbau
Im Bergbauwesen bezeichnet Abspliss den kleinen, abgetrennten Teil eines verliehenen Grubenfeldes.